# Итатка (верхний приток Чулыма)
Итатка — река в Тяжинском районе Кемеровской области России, левый приток Чулыма (бассейн Оби). Длина — 50 км, площадь бассейна — 364 км².

## География
Впадает в Чулым северо-восточнее деревни Чулым (Чарочкино) на границе Кемеровской области и Красноярского края.
Населённые пункты на реке (от устья до истока): пгт Итатский, деревни Новомарьинка, Новотроицк Тяжинского района.
Притоки (от устья до истока): правые — Малая Итатка.

## Данные водного реестра
По данным государственного водного реестра России относится к Верхнеобскому бассейновому округу,
- Речной бассейн — (Верхняя) Обь до впадения Иртыша
- Речной подбассейн — Чулым
- Водохозяйственный участок — Чулым от истока до города Ачинск[2]